# 야크 존
야크 존(네덜란드어: Jacques Zoon, 1961년 ~, 네덜란드 출생)은 네덜란드인 플루트 연주가이다. 세계 최고로 손꼽히는 수많은 오케스트라들의 수석 플루트 연주자로 활동하며 이름을 날렸으며 현재 가장 뛰어난 플루트 연주가 중 한명으로 손꼽힌다. 영어식 발음인 작 준으로도 널리 불린다.

## 음악 교육
Jacques Zoon 은 암스테르담의 Sweelinck 음악원에서 Koos Verheul 와 Harrie Starreveld에게서 사사하였고 캐나다의 Bannf 아트센터에서 Geoffrey Gilbert 과 András Adorján 밑에서 수학하였다.

## 오케스트라 연주자
네덜란드 청소년 오케스트라의 단원이었던 Jacques Zoon 은 그 후 네덜란드 국립 유스 오케스트라와 유럽연합 유스 오케스트라에서 클라우디오 아바도와 레너드 번스타인 같은 지휘자와 함께 활동을 시작한다. 그 후 암스테르담 필하모니 관현악단과 헤이그 필하모닉의 관현악단의 수석 플루티스트를 역임하였다. 1988년에서 1994까지, 지휘자 리카르도 샤이 밑에서 세계 제일의 오케스트라로 꼽히는 콘세르트헤보 관현악단의 수석 플루티스트로 활동한다. 그 후 베를린 필하모니 관현악단에서의 수석과 유럽 체임버 오케스트라의 수석 연주자로 클라우디오 아바도, 베르나르트 하이팅크와 니콜라우스 아르농쿠르 같은 지휘자들 밑에서 활동하였다. 1989년에서 1997년 사이 보스턴 교향악단의 수석으로 세이지 오자와와 함께하였다. 현재 클라우디오 아바도가 이끄는 루체른 페스티발 오케스트라와 모차르트 오케스트라의 수석주자로 활동하고 있으며 전 세계에서 독주, 실내악, 오케스트라 연주자로서 활발한 연주를 펼치고있다. 음반으로는 도이치 그라모폰, EMI, 필립스, Decca, Chandos, 보스턴 레코드 등의 음반사에서 그의 연주를 들을 수 있다. 최근 클라우디오 아바도와 함께 도이치 그라모폰 음반사에서 모차르트 플루트 협주곡을 녹음하였다.

## 교육자
1989년부터 1994년까지 로테르담 음악원의 교수로 재직하였고, 그 후 미국의 인디아나 대학에서 1994년부터 1997년까지, 보스턴 대학과 뉴잉글랜드 음악원에서 1997년부터 2001년까지 교수로 재직하였다. 독일의 베를린 음악대학에서 가르친 후 2002년부터 현재까지 스위스의 제네바 국립 고등음악원의 교수로 재직 중이며 스페인의 마드리드 퀸 소피아 음악학교에서 실내악과 교수로 재직중이다.

## 악기
나무 플루트로 연주하는 것으로 잘 알려진 Jacques Zoon 은 그가 직접 헤드(취구)를 제작하여 연주한다. 바로크 시대의 곡들은 직접 만든 고전 플루트로 연주하며 플루트 제작자인 William S. Haynes는 고전 플루트의 취약점을 개선한 Zoon 모델 이라 불리는 플루트를 개발하였다.

## 수상 경력
- 1981년 Willem Pijper 국제 콩쿠르 2등상
- 1987년 쟝 피에르 랑팔 국제 콩쿠르 심사위원 특별상
- 1998년 보스턴 글로브 올해의 음악인 상
- 1991년 피아니스트 Bernd Brackman와 함께 녹음한 음반으로 에디슨 상